# النظام الإداري في الدولة العباسية
النظام الاداري في الدولة العباسية
نتيجة إستمرار الفتوحات الاسلامية، في العصر العباسي، والتي ادت إلى إتساع الرقعة الجغرافية للدولة، مما حدى إلى ضرورة تقسيمها إدارياً وجعلها عدة ولايات لتسهل عملية إدارتها، وكان الخليفة يعين عاملا على كل ولاية يمثله ويقوم بادارتها، ويعرف باسم الوالي أو الأمير. وعليه يمكن ان تكون مؤسسات النظام الاداري مرتبطة بعضها بالآخر وكما يلي:

## النظام الاداري في العصر العباسي

### ولاية الأقاليم
لنتعرف عن معنى الأقاليم، ثم نتعرف على تقسيمات الولاية، الكبرى، والولاية الكاملة، وماهية كل منها.

#### المقصود بالإقليم
الاقاليم هي المناطق التي تتكون منها الدولة، وقد كان النظام الاداري في الدولة العباسية نظاماً مركزياً. حيث صار الولاة مجرد عمال للخليفة على الاقليم المعينين عليه عكس ما كانوا عليه في الدولة الأموية. وقد قسم العباسيون الولاية إلى قسمين، وهما:

#### الولاية الكبرى
وهي الولاية التي تكون لأحد أبناء الخليفة أو إلى شخص مقرب منه، حيث يتولى هذا الوالي عدة اقاليم، ويقوم بادارة شؤونها وتصريف أمورها من العاصمة أو من أحد تلك الأقاليم، بعد الرجوع إلى الخليفة، ويرسل إليها ما يشاء من الولاة.

#### الولاية الكاملة
اما الولاية الكاملة فتعني تمتع الوالي بصلاحيات وببعض السلطات التي تزيد وتوسع من دائرة نفوذه، مثل النظر في بعض الاحكام، وجباية الضرائب والخراج وحماية الأمن وإمامة ألصلاة، وتسيير الجيوش للغزو.

### الدواوين
اهتم الخلفاء العباسيون بالدواوين اهتماما كبيرا، فكثرت اختصاصاتها وتنوعت وجاء ذلك نتيجة التعاون الوثيق بين العباسيين وذوي الخبرة من المسلمين الفرس، فقد اخذوا العباسيون الخبرة من الفرس كما احتفظوا ببعض تنظيمات الدولة الأموية التي كانت موجودة أصلا قبل مجيئهم للحكم، خصوصاً في الدواوين والدوائر الرسمية، كما استحدثوا بعض الدواوين كديوان المصادرات، وديوان الأزمة المحاسبة، وديوان المظالم.

### البريد
البريد اختراع قديم عرفه الفرس والرومان، وقال صاحب الفخري: البريد ان يجعل خيل مضمرات في عدة اماكن فاذا وصل صاحب الخبر المسرع إلى مكان منها وقد تعب فرسه ركب غيره فرساً مستريحاً وكذلك يفعل في المكان الآخر والآخر حتى يصل بسرعة.
والبريد في العصر العباسي لقي اهتماماً، حيث اعتنوا به كثيرا واعتمدوا عليه في إدارة شؤون دولتهم، وكان له ديوان مركزي كبير في بغداد 
لتسلم البريد والتقارير المرسلة من مختلف انحاء البلاد، وكان صاحب البريد يعرض الهام منها على الخليفة ويرسل ما عداها إلى الدواوين المختلفة، كما كان للبريد محطات على طول الطريق. كما استعملوا الحمام الزاجل في نقل الرسائل لسرعة وصوله، وكان الخليفة المهدي قد اعتنى بهذا الحمام الرسائلي عناية خاصة وكبيرة. ان البريد هو الوسيلة السريعة لايصال الخبر لتلافي كثير من الاحداث قبل توسعها أو وقوعها.

### الشرطة
إن صاحب الشرطة في أيام الدولة العباسية كانت له مهام متعددة ومتنوعة، ومن أولوياتها الحفاظ على الأمن العام ومطاردة اللصوص والأخذ على أيديهم ونفس الشيء بالنسبة للمفسدين، وكذلك المحافظة على الآداب العامة؛ فقد أمر مزاحم بن خاقان والي مصر (ت 253 هـ) صاحب شرطته أزجور التركي، بمنع النساء من التبرج أو زيارة ألمقابر، وضرَبَ المُخنثين وندَّابات الجنائز. كما اهتم صاحب الشرطة بمنع الملاهي ومحاربة الخمور.

## قائمة بالولايات والاقسام الادارية للدولة العباسية
- الحجاز
- اليمن
- الكوفة والسواد
- البصرة وشرقي الجزيرة
- الاهواز
- فارس
- خراسان
- الموصل
- الجزيرة وارمينية وأذربيجان
- الديار الشامية
- مصر وأفريقيا
- بلاد ما وراء النهر.[4]